# (32379) Markadame
(32379) Markadame est un astéroïde de la ceinture principale.

## Description
(32379) Markadame est un astéroïde de la ceinture principale. Il fut découvert le 31 août 2000 à Socorro par le projet LINEAR. Il présente une orbite caractérisée par un demi-grand axe de 2,77 UA, une excentricité de 0,11 et une inclinaison de 3,9° par rapport à l'écliptique.

## Compléments